# Paragaleopsomyia athenais
Paragaleopsomyia athenais is een vliesvleugelig insect uit de familie Eulophidae. De wetenschappelijke naam is voor het eerst geldig gepubliceerd in 1839 door Walker.